# Medagliati olimpici nel salto con gli sci
Elenco dei vincitori di medaglia olimpica nel salto con gli sci.

## Albo d'oro

### Trampolino lungo
| Edizione                                    | Oro                                         | Argento                                   | Bronzo                                    |
| ------------------------------------------- | ------------------------------------------- | ----------------------------------------- | ----------------------------------------- |
| Chamonix-Mont-Blanc 1924                    | Jacob Tullin Thams                          | Narve Bonna                               | Anders Haugen                             |
| Sankt Moritz 1928                           | Alf Andersen                                | Sigmund Ruud                              | Rudolf Burkert                            |
| Lake Placid 1932                            | Birger Ruud                                 | Hans Beck                                 | Kåre Walberg                              |
| Garmisch-Partenkirchen 1936                 | Birger Ruud                                 | Sven Selånger                             | Reidar Andersen                           |
| Sankt Moritz 1948                           | Petter Hugsted                              | Birger Ruud                               | Thorleif Schjelderup                      |
| Oslo 1952                                   | Arnfinn Bergmann                            | Torbjørn Falkanger                        | Karl Holmström                            |
| Cortina d'Ampezzo 1956                      | Antti Hyvärinen                             | Aulis Kallakorpi                          | Harry Glaß                                |
| Squaw Valley 1960                           | Helmut Recknagel                            | Niilo Halonen                             | Otto Leodolter                            |
| Innsbruck 1964                              | Toralf Engan                                | Veikko Kankkonen                          | Torgeir Brandtzæg                         |
| Grenoble 1968                               | Vladimir Belousov                           | Jiří Raška                                | Lars Grini                                |
| Sapporo 1972                                | Wojciech Fortuna                            | Walter Steiner                            | Rainer Schmidt                            |
| Innsbruck 1976                              | Karl Schnabl                                | Toni Innauer                              | Henry Glaß                                |
| Lake Placid 1980                            | Jouko Törmänen                              | Hubert Neuper                             | Jari Puikkonen                            |
| Sarajevo 1984                               | Matti Nykänen                               | Jens Weißflog                             | Pavel Ploc                                |
| Calgary 1988                                | Matti Nykänen                               | Erik Johnsen                              | Matjaž Debelak                            |
| Albertville 1992                            | Toni Nieminen                               | Martin Höllwarth                          | Heinz Kuttin                              |
| Lillehammer 1994                            | Jens Weißflog                               | Espen Bredesen                            | Andreas Goldberger                        |
| Nagano 1998                                 | Kazuyoshi Funaki                            | Jani Soininen                             | Masahiko Harada                           |
| Salt Lake City 2002                         | Simon Ammann                                | Adam Małysz                               | Matti Hautamäki                           |
| Torino 2006                                 | Thomas Morgenstern                          | Andreas Kofler                            | Lars Bystøl                               |
| Vancouver 2010                              | Simon Ammann                                | Adam Małysz                               | Gregor Schlierenzauer                     |
| Soči 2014                                   | Kamil Stoch                                 | Noriaki Kasai                             | Peter Prevc                               |
| Pyeongchang 2018                            | Kamil Stoch                                 | Andreas Wellinger                         | Robert Johansson                          |
| Pechino 2022                                | Marius Lindvik                              | Ryōyū Kobayashi                           | Karl Geiger                               |
| Atleta meglio premiato: Birger Ruud (2/1/0) | Atleta meglio premiato: Birger Ruud (2/1/0) | Nazione meglio premiata: Norvegia (8/7/7) | Nazione meglio premiata: Norvegia (8/7/7) |

### Trampolino lungo a squadre
| Edizione                                  | Oro       | Argento    | Bronzo         |
| ----------------------------------------- | --------- | ---------- | -------------- |
| Calgary 1988                              | Finlandia | Jugoslavia | Norvegia       |
| Albertville 1992                          | Finlandia | Austria    | Cecoslovacchia |
| Lillehammer 1994                          | Germania  | Giappone   | Austria        |
| Nagano 1998                               | Giappone  | Germania   | Austria        |
| Salt Lake City 2002                       | Germania  | Finlandia  | Slovenia       |
| Torino 2006                               | Austria   | Finlandia  | Norvegia       |
| Vancouver 2010                            | Austria   | Germania   | Norvegia       |
| Soči 2014                                 | Germania  | Austria    | Giappone       |
| Pyeongchang 2018                          | Norvegia  | Germania   | Polonia        |
| Pechino 2022                              | Austria   | Slovenia   | Germania       |
| Nazione meglio premiata: Germania (3/3/1) |           |            |                |

### Trampolino normale maschile
| Edizione                                     | Oro                                          | Argento                                    | Bronzo                                     |
| -------------------------------------------- | -------------------------------------------- | ------------------------------------------ | ------------------------------------------ |
| Innsbruck 1964                               | Veikko Kankkonen                             | Toralf Engan                               | Torgeir Brandtzæg                          |
| Grenoble 1968                                | Jiří Raška                                   | Reinhold Bachler                           | Baldur Preiml                              |
| Sapporo 1972                                 | Yukio Kasaya                                 | Akitsugu Konno                             | Seiji Aochi                                |
| Innsbruck 1976                               | Hans-Georg Aschenbach                        | Jochen Danneberg                           | Karl Schnabl                               |
| Lake Placid 1980                             | Toni Innauer                                 | Manfred Deckert                            | —                                          |
| Lake Placid 1980                             | Toni Innauer                                 | Hirokazu Yagi                              | —                                          |
| Sarajevo 1984                                | Jens Weißflog                                | Matti Nykänen                              | Jari Puikkonen                             |
| Calgary 1988                                 | Matti Nykänen                                | Pavel Ploc                                 | Jiří Malec                                 |
| Albertville 1992                             | Ernst Vettori                                | Martin Höllwarth                           | Toni Nieminen                              |
| Lillehammer 1994                             | Espen Bredesen                               | Lasse Ottesen                              | Dieter Thoma                               |
| Nagano 1998                                  | Jani Soininen                                | Kazuyoshi Funaki                           | Andreas Widhölzl                           |
| Salt Lake City 2002                          | Simon Ammann                                 | Sven Hannawald                             | Adam Małysz                                |
| Torino 2006                                  | Lars Bystøl                                  | Matti Hautamäki                            | Roar Ljøkelsøy                             |
| Vancouver 2010                               | Simon Ammann                                 | Adam Małysz                                | Gregor Schlierenzauer                      |
| Soči 2014                                    | Kamil Stoch                                  | Peter Prevc                                | Anders Bardal                              |
| Pyeongchang 2018                             | Andreas Wellinger                            | Johann André Forfang                       | Robert Johansson                           |
| Pechino 2022                                 | Ryōyū Kobayashi                              | Manuel Fettner                             | Dawid Kubacki                              |
| Atleta meglio premiato: Simon Ammann (2/0/0) | Atleta meglio premiato: Simon Ammann (2/0/0) | Nazione meglio premiata: Finlandia (3/2/2) | Nazione meglio premiata: Finlandia (3/2/2) |

### Trampolino normale femminile
| Edizione                                          | Oro                                               | Argento                                   | Bronzo                                    |
| ------------------------------------------------- | ------------------------------------------------- | ----------------------------------------- | ----------------------------------------- |
| Soči 2014                                         | Carina Vogt                                       | Daniela Iraschko-Stolz                    | Coline Mattel                             |
| Pyeongchang 2018                                  | Maren Lundby                                      | Katharina Althaus                         | Sara Takanashi                            |
| Pechino 2022                                      | Urša Bogataj                                      | Katharina Althaus                         | Nika Križnar                              |
| Atleta meglio premiata: Katharina Althaus (0/2/0) | Atleta meglio premiata: Katharina Althaus (0/2/0) | Nazione meglio premiata: Germania (1/2/0) | Nazione meglio premiata: Germania (1/2/0) |

### Gara a squadre mista
| Edizione                                  | Oro      | Argento                 | Bronzo |
| ----------------------------------------- | -------- | ----------------------- | ------ |
| Pechino 2022                              | Slovenia | Comitato Olimpico Russo | Canada |
| Nazione meglio premiata: Slovenia (1/0/0) |          |                         |        |